# USNS Kane (T-AGS-27)
L' USNS Kane (T-AGS-27) est un bâtiment hydrographique de la Silas Bent-class survey ship acquis par la marine américaine et livré au Military Sealift Command en 1967. 
Le Kane a passé sa carrière à effectuer des études océanographiques. Le navire était équipé du Oceanographic Data Acquisition System (système d'acquisition de données océanographiques) (ODAS), tout comme les navires de levés océanographiques USNS Silas Bent (T-AGS-26) et USNS  Wilkes (T-AGS-33).  

## Historique
Le Kane est lancé le 20 novembre 1965 par la Christy Corporation de Sturgeon Bay dans le Wisconsin. Il est parrainé par Mme Harold T. Duetermann, épouse du vice-amiral Deutermann et est affecté au Service des Transports Maritimes Militaires. Il est mis en service le 26 mai 1967 pour des opérations scientifiques dans l'Atlantique.  
Le géologue Bruce C. Heezen est le scientifique en chef du premier voyage de recherche du Kane, une enquête de quatre mois sur les zones de fractures pour déterminer quelle route et à travers quelles périodes de temps géologique l'Amérique du Nord s'est séparée de l'Europe et de l'Afrique. La cartographe Marie Tharp est également à bord et travaille sur la révision du diagramme physiographique de l'Atlantique Nord tout en produisant une nouvelle carte physiographique du fond de l'océan Pacifique. 
En plus de mener des levés hydrographiques et océanographiques côtiers, le Kane a également entretenu de petites embarcations de levé, des hélicoptères et des équipes de levés du Corps des Marines. Elle était capable de compiler et d'imprimer des cartes finies sur place pour répondre aux exigences de la flotte et de la force de débarquement et avait des logements pour les scientifiques. 
Le navire est désarmé en Malaisie le 14 mars 2001 et transféré en Turquie,. Il est alors rebaptisé TGC Çandarli (A-588), rejoignant son navire jumeau, l'ex-Silas Bent qui a été rebaptisé TCG Çeșme (A-599 ),,,. 